# Ponzano di Fermo
Ponzano di Fermo település Olaszországban, Marche régióban, Fermo megyében. Lakosainak száma 1632 fő (2023. január 1.). Ponzano di Fermo Grottazzolina, Monterubbiano, Petritoli, Monte Giberto és Fermo községekkel határos.

## Népesség
A település lakossága az elmúlt években az alábbi módon változott:
| Lakosok száma | 1648 | 1652 | 1632 |
|               | 2017 | 2018 | 2023 |